# Stradivari Delfino
Lo Stradivari Delfino del 1714 è un violino antico realizzato dal liutaio italiano Antonio Stradivari di Cremona. Un tempo questo violino era di proprietà e suonato dal virtuoso Jascha Heifetz (1901-1987). Il proprietario alla fine del XIX secolo, George Hart, che era un commerciante di strumenti a Londra, chiamò il violino Delfino poiché il suo aspetto sorprendente e la colorazione del suo dorso gli ricordavano un delfino.

## Provenienza
- 1862: acquistato dal C. G. Meier per 6.500 franchi
- 1868: acquistato da George Hart per 200 sterline.
- ?: acquistato da Louis D'Egville
- ?: riacquistato da George Hart.
- 1875: acquistato da John Adam per GB£ 625.
- ?: alla dispersione della collezione Adams, il violino divenne proprietà di David Laurie.
- 1882: acquistato dal Richard Bennett per 1.100 sterline.
- 1951: acquisito da Jascha Heifetz.
- XXI secolo: violinista giapponese Akiko Suwanai

Il Delfino è attualmente di proprietà della Nippon Music Foundation ed è in prestito al violinista Akiko Suwanai.